# Parc provincial Pakwash
Le parc provincial Pakwash (Pakwash Provincial Park) est un parc provincial de l'Ontario (Canada) situé dans le district de Kenora. Il est localisé à 20 km au nord-ouest d'Ear Falls.